# 異世界ひろゆき
『異世界ひろゆき』（いせかいひろゆき）は原作：戸塚たくす、作画：西出ケンゴロー、監修：ひろゆきによる日本のウェブコミック作品。『となりのヤングジャンプ』（集英社）にて2022年7月8日より連載中。
電子掲示板・2ちゃんねる創設者のひろゆきが滅亡の危機に瀕した異世界へ勇者として召喚され、スキル「論破王」を駆使しながら次々と出現する強大な敵を撃破して行く冒険譚を描く。原作者の戸塚は2ちゃんねるに投稿した自作漫画がまとめサイトに取り上げられたことを契機に商業デビューした経緯があり、本作の連載開始に当たって「2ちゃんねる創業者ひろゆき氏を異世界に送り出せてうれしい」とコメントしている。
なお本作の連載開始とほぼ同時期の7月13日に創刊した『コミックアルナ』（KADOKAWA/メディアファクトリー）では、コンセプトが酷似した『ひろゆき、異世界でも論破で無双します』（原作：高菜八期、作画：はたしま卯月）が連載されている。両作品ともひろゆきが「監修」の肩書で名を連ねているが、戸塚はTwitterに投稿したコメントで「全く同じコンセプトの企画がほぼ同時期に別々の場所で生まれ、幸運にも両方とも世に出たので、皆さまを混乱させることに」と、複数の出版社で全くの偶然による企画かぶりが発生したと言う認識を示している。

## ストーリー
強大な力を持つ魔王軍に人類の生存権が脅かされ続ける世界で、人類は魔王と対峙する力を持った勇者を異世界から召喚することによりどうにか生き永らえて来た。しかし、魔王ベゲークが召喚されたばかりで無防備な勇者を待ち伏せして殺す「産地直葬」と名付けた戦法を取るようになって以来、人類は連戦連敗を重ねるようになった。支配権を大幅に拡大した魔王軍はこの「産地直葬」を初めて成功させた年を「ハメ殺し元年」と定め、それから1000年の時が流れる。
そしてハメ殺し暦1001年。新たな勇者召喚の気配を察知したベゲークは勇者を召喚した直後に「産地直葬」を発動すべく召喚士メソールの前に大軍勢を引き連れて降臨したが、何故か召喚の儀式は成功したはずなのに勇者は現れなかった。儀式の失敗を嘲り、メソールに引導を渡そうとベゲークが最終奥義「デス・ビーム」を繰り出そうとした瞬間、黄色いパーカーを身にまとった男が現れて「ビーム要素ないじゃん」とベゲークの奥義にツッコミを入れる。日頃からの遅刻癖によってワンテンポ遅れで勇者として降臨したこの男こそが滅亡寸前の異世界に召喚されたひろゆきであり、肉弾戦では戦闘力1の雑魚同然ながらも固有スキル「論破王」を駆使して大逆転でベゲークを撃破した。
こうして、わけがわからないまま異世界に召喚されたひろゆきは、人類を脅かす魔王の軍勢から世界を救う使命感とは全く無縁に元の世界へ帰る方法を探しながら冒険を繰り広げて行くことになる。

## 登場人物

### ひろゆき一行
ひろゆき
本作の主人公。2ちゃんねる創設者・初代管理人。魔王軍に脅かされた世界を救う勇者として異世界に召喚されたが、本人はそうした使命感とは全く無縁にマイペースで漫画もアニメもゲームも無い世界から元の世界に帰還する方法を探している。ファンタジー世界に召喚されたからと言って世界観に合わせた衣装に着替えることもなく着慣れたパーカーに10年物のズボン、黒のク○ックスと言う現実世界と変わらないファッションを貫いている。
肉弾戦での戦闘力は1しか無く「赤ちゃん並みのクソザコ攻撃力」とされるが、固有スキル「論破王」は敵が受けた精神的ダメージを物理的ダメージに変換し、論戦に負けない限り無敵状態となる。勇者として召喚されたがギルドでは該当する職業が無いため、Fランクの統獣士（テイマー）として登録された。
ひろゆき本人が監修しているが、ナレーションで遅刻癖を「結構クソである」、服装を「地球でも特にオシャレというわけでもなかった」と表現されるなど辛辣に扱われている。
コミックス第1巻発売時に公開されたプロモーション動画では、子安武人がひろゆき役を演じた。
メソール
本作のヒロイン。ハメ殺し暦1001年、魔王軍の脅威に晒され続ける人類を解放すべく召喚士として勇者の召喚を試みるが、その気配をベゲークに察知されて窮地に陥る。召喚の儀式自体は成功したが、何故か勇者が降臨しなかったためベゲークに嘲られ、最終奥義「デス・ビーム」の直撃を受ける寸前に遅刻癖のためワンテンポ遅れて降臨したひろゆきに窮地を救われた。以来、ひろゆきのマイペースな生き方に多少の勘違いを含みつつも感銘を受けながら成長して行く。
そもそも勇者ではないひろゆきを召喚した理由は「世界の救済」でなく「私の悩みを解決する」目的が先走ったためで、召喚士としては半人前だが潜在力は非常に高く、召喚術の他に水属性と雷属性の強力な魔法が使える。しかし、魔法の誤爆で人に当てしまうのではないかと言う恐怖から本番では実力を発揮できず、ギルドではお情けでFランクの魔導士として登録された。
非常に優柔不断な性格で自分では何も決められず、ひろゆきにも提案ではなく命令してほしいとお願いしている。靴下も2種類から選べずに両方を履くため左右で違うものを履いている。
コミックスPVでの声優は拝師みほ。
死皇帝ハヴェール
不死鳥（火の鳥）。大魔王ベゲークを凌駕する戦闘力を持つが魔王軍には与しておらず、高みの見物を決め込んでいた。不老不死の肉体を持つと自称し、尊大な態度で人間を始めとする他の生物を見下していたがひろゆきにクラゲ（不老不死と言われているベニクラゲ）と比較した不完全性を突っ込まれて敗北。以降、ひろゆきに再戦を挑んで論破することを夢見て一行に加わり、協力するようになった。普段の口調は関西弁で、一人称が「朕」のため「朕さん」とも呼ばれる。

### 魔王軍
大魔王ベゲーク
大魔王。人類を脅かす強大な軍勢を率い、異世界から召喚された勇者をその直後に抹殺する「産地直葬」と名付けたハメ殺し戦術で連戦連勝を続けて来た。ところが、ハメ殺し暦1000年に召喚されたひろゆきから最終奥義「デス・ビーム」がビーム要素の無い単なる踏みつけ技であることを突っ込まれ、その後に繰り出した「ベゲークスペシャル」に「最終奥義が2つあるのはおかしい」と矛盾点を突かれる。そして「産地直葬」がベゲーク自身の発案ではなく参謀のヴルガークが思い付いたもので、それを自らの案であるように偽装するため粛清した事実を大勢の前で看破されて求心力を失ったことにより、完敗を喫した。
コミックスPVでの声優は左座翔丸。
毒女帝ゾゾラ
魔王軍四天王の一人で、憂患都市ドナンダルの支配者。不安を食べることで「安寧の糸」という魔法の糸を作れ、防御力に優れる。不安を餌とするためにビールを禁止していたが、ひろゆきに「医学的にはアルコールはむしろ不安を増大させると言われてるので頭の悪い規制」と突っ込まれる。口ではかなわないと考えたのか、毒の水でひろゆきを窒息させようとする。
ヴルガーク
かつてのベゲークの参謀。異世界から召喚された勇者の出鼻をくじくハメ殺し戦術「産地直葬」の考案者だが、その事実を隠蔽するためベゲークによって粛清されたと思われていた。ところが、ベゲークがひろゆきに論破されて求心力を失ったことによって魔王城の新たな主となり、その力を利用してベゲーク配下の四天王を排除し新たな支配者となることを目論んで暗躍を始める。

### その他の人物
火剣のブレイル
ドナンダルのギルドマスター。火属性の剣士で、先天魔法（ネイティブスペル）と言う生まれたときから火属性の魔法が使える能力の持ち主。飛来するハヴェールの姿を見たことにより高揚してゾゾラに立ち向かったが返り討ちに遭ってしまう。
中火のファイマ
冒険者ランクCの魔法使い。魔法学院を首席で卒業した実力の持ち主で、入学試験の時に不合格となったメソールのことを覚えていた。ブレイルとパーティーを組んでおり、共にゾゾラへ立ち向かうが返り討ちに遭ってしまう。

## 書誌情報
- 原作：戸塚たくす、作画：西出ケンゴロー、監修：ひろゆき『異世界ひろゆき』、集英社〈ヤングジャンプ・コミックス〉、既刊3巻（2024年7月18日現在）
  1. 2022年11月17日発売[7]、ISBN 978-4-08-892544-8
  2. 2023年8月18日発売[8]、ISBN 978-4-08-892775-6
  3. 2024年7月18日発売[9]、ISBN 978-4-08-893187-6